# Johnny Frederiksen
Johnny Frederiksen (født 31. juli 1975) er en dansk curlingspiller. Han var udtaget til Vinter-OL 2010 i Vancouver, Canada, til Vinter-OL 2014 i Sotji, Rusland og til Vinter-OL 2018 i Pyeongchang, Sydkorea. 